# Narodnostna manjšina
Manjšina je skupina pripadnikov nekega naroda, ki v državi kjer živijo, ne predstavljajo najpomembnejšega volilnega telesa. Vzrok za to je lahko sprememba državnih meja ali priseljevanje zaradi vojn v matični državi, revščine idr.